# UFC 277
UFC 277: Peña vs. Nunes 2 foi um evento de artes marciais mistas produzido pelo Ultimate Fighting Championship que aconteceu no dia 30 de julho de 2022, no American Airlines Center em Dallas, Texas.

## Histórico
Uma revanche pelo Cinturão Peso Galo feminino entre a atual campeã (também campeã do Peso Galo do The Ultimate Fighter: Team Rousey vs. Team Tate) Julianna Peña e a ex-campeã (também campeã do Peso Pena Feminino do UFC) Amanda Nunes encabeçaram o evento. As duas já se enfrentaram no UFC 269 no último dezembro, quando Julianna Peña derrotou Amanda Nunes via finalização por mata leão no segundo round numa grande surpresa. Elas também foram treinadoras da 30ª temporada do The Ultimate Fighter. Esse foi o sétimo caso na história do UFC que campeões de diferente divisões que lutaram pelo mesmo título, após o UFC 94, UFC 205, UFC 226, UFC 232, UFC Fight Night: Cejudo vs. Dillashaw e UFC 259.
Uma luta pelo cinturão peso pena interino entre Brandon Moreno e Kai Kara-France é esperada para ocorrer neste evento.
Sean Strickland era esperado para enfrentar o campeão dos médios e meio pesados do Glory Alex Pereira em uma luta pelo pesos médios. Porém, a organização decidiu mover a luta para o UFC 276.
Uma luta no peso médio entre Luke Rockhold e Paulo Costa era esperada para ocorrer neste evento. Entretanto, a luta foi adiada para o UFC 278.
Uma luta dos pesos meio-médios entre Orion Cosce e Mike Mathetha era esperado para acontecer nesse evento. O duelo já era previsto para acontecer no UFC 271 e UFC 275, mas foi cancelado devido o Mathetha estar lesionado e Cosce saindo da lutado devido as razões não divulgadas, respetificamente.
Ji Yeon Kim e Mariya Agapova era previsto para lutarem no peso moscas femininos nesse evento. Porém, Agapova foi forçada a sair da luta e foi substituída por Joselyne Edwards who had fought only six weeks prior in UFC 275.
Carlos Diego Ferreira estava escalado para enfrentar Drakkar Klose em uma luta dos pesos leves. y.
Uma luta na categoria leve entre Ignacio Bahamondes e Ľudovít Klein estava originalmente programada para o card preliminar. No entanto, Bahamondes se retirou no dia 15 de julho e Klein foi realocado para enfrentar Mason Jones uma semana antes no UFC Fight Night: Blaydes vs. Aspinall.
Justin Tafa e Don'Tale Mayes estavam previstos para se enfrentar em uma luta na categoria peso-pesado no card preliminar. Tafa se retirou por razões não divulgadas e foi substituído pelo novato da promoção Hamdy Abdelwahab no dia 18 de julho.
Ramiz Brahimaj estava escalado para enfrentar Michael Morales em uma luta na categoria meio-médio. No entanto, Brahimaj foi forçado a se retirar do evento em meados de julho devido a uma lesão não divulgada. Ele foi substituído por Adam Fugitt.
Na pesagem, dois lutadores ultrapassaram o peso para suas respectivas lutas. Joselyne Edwards pesou 137,5 libras, uma libra e meia acima do limite na categoria peso galo. Orion Cosce pesou 172,5 libras, uma libra e meia acima do limite para lutas na categoria peso meio-médio. Ambas as lutas seguiram no peso combinado (catchweight), com Edwards e Cosce sendo multados em 20% de seus cachês, que foram destinados a seus oponentes Ji Yeon Kim e Mike Mathetha, respectivamente.

## Resultados
1. ↑  Pelo Cinturão Peso Galo Feminino do UFC.
2. ↑  Pelo Cinturão Interino Peso Mosca do UFC.
3. ↑  Originalmente uma vitória por decisão dividida (29–28, 28–29, 29–28) para Abdelwahab; anulada após ele testar positivo para metenolona.[24]

## Bônus da Noite
Os seguintes lutadores receberam bônus de $50.000: 
- Luta da Noite: Brandon Moreno vs. Kai Kara-France
- Performance da Noite:  Alexandre Pantoja e Drew Dober

Os seguintes lutadores receberam os prêmios Crypto.com "Fan Bonus of the Night", pagos em bitcoin, no valor de US$30.000 para o primeiro lugar, US$20.000 para o segundo lugar e US$10.000 para o terceiro lugar.
- Primeiro lugar: Brandon Moreno
- Segundo lugar: Amanda Nunes
- Terceiro lugar: Derrick Lewis